# Iveco T-Way
Der Iveco T-Way ist das schwere Baustellen- und Offroad-LKW-Modell von Iveco und der Nachfolger des Trakker.
Der T-Way sollte zunächst im Jahr 2020 vorgestellt werden. Aufgrund der COVID-19-Pandemie und des daraus in Italien resultierenden Gesundheitsnotstandes wurde der Termin auf Anfang 2021 verschoben. Das Führerhaus ähnelt dem Aussehen, das mit dem S-Way (das außerdem noch der X-Way nutzt) eingeführt wurde.

## Motorisierungen
Alle Motoren sind 6-Zylinder-Dieselmotoren und benutzen ein SCR-Abgasbehandlungssystem und erfüllen die Abgasnorm EURO 6d ganz ohne AGR.
| Motor     | Hubraum (l) | Leistung (kW/PS) bei (1/min) | Drehmoment (Nm) bei (1/min) |
| --------- | ----------- | ---------------------------- | --------------------------- |
| Cursor 9  | 8,7         | 250/340 bei 1655–2200        | 1400 bei 1100–1655          |
| Cursor 9  | 8,7         | 265/360 bei 1530–2200        | 1650 bei 1200–1530          |
| Cursor 13 | 12,9        | 301/410 bei 1370–1900        | 2100 bei 900–1370           |
| Cursor 13 | 12,9        | 331/450 bei 1440–1900        | 2200 bei 970–1440           |
| Cursor 13 | 12,9        | 375/510 bei 1560–1900        | 2300 bei 900–1560           |